# 1009 Sirene
Sirene é o asteroide número 1009, está localizado no cinturão de asteroides. Foi descoberto em 31 de outubro de 1923 por Karl Wilhelm Reinmuth.